# Granata Press
La Granata Press è stata una casa editrice con sede in Bologna, fondata da Luigi Bernardi.

## Storia
La Granata Press ha pubblicato libri, riviste, fumetti, ed è stata tra le prime a tradurre ed importare con continuità manga e anime. La pubblicazione di Ken il guerriero e delle due riviste contenitore Zero e Mangazine, lanciarono il mercato dei manga in Italia. La prima era rivolta a serie d'azione e fantascienza e la seconda imperniata su commedia e gekiga. Mangazine, inoltre, presentava inserti di approfondimento su temi specifici dei manga e degli anime che erano pionieristici ai tempi, interamente ideata e curata dai Kappa boys, col contributo di diversi collaboratori fra cui Federico Colpi, Maurizio Ercole, Vanna Vinci, Federico Memola, Andrea Accardi e molti altri.
Si devono alla Granata Press la prima edizione italiana per il mercato dell'home video dell'anime Conan il ragazzo del futuro, che uscì integralmente nei primi anni '90 in una serie di VHS che riproponevano lo stesso doppiaggio utilizzato per la messa in onda televisiva dei primi anni '80, e il primo tentativo di tradurre ed importare serie di OAV.
Tra il 1990 e il 1994 viene pubblicata Zero, la prima rivista contenitore edita da Granata Press uscita in edicola nel novembre del 1990 al prezzo di copertina di 3.500 lire. Il primo numero conteneva le prime puntate di due manga epocali: Ken il guerriero (le cui successive avventure furono pubblicate all'interno di Z Compact) e Xenon. La pubblicazione proseguì fino al numero 39. Tra i manga pubblicati: Baoh, Patlabor, Sanctuary, Spriggan, Gunhead, Appleseed, Macross II, Alita, Genocyber. Successivamente alla chiusura di Zero, la Granata Press pubblicò una seconda edizione della rivista, aumentando le dimensioni e inserendo il colore. Tra i manga pubblicati: Lycanthrope Leo, Genocyber, Alita e la miniserie alla base della saga di Ken il guerriero. L'esperimento non ebbe successo e si chiuse dopo pochi numeri.
Altra rivista dedicata ai manga è Mangazine, versione da edicola della preesistente pro-zine omonima fondata dai Kappa boys, dove vengono pubblicati, tra gli altri, Lamù (a cui fu successivamente dedicata la rivista Manga Classic nuova serie), Ranma ½, Mai, Patlabor e Kamui. Granata Press pubblicò anche Manga Classic, che presentò il manga di Mazinga Z e, successivamente, il manga de Il Grande Mazinga (già presentato dalla Fabbri 15 anni prima). Questa collana avrebbe infine dovuto presentare per la prima volta in Italia anche le storie di Ufo Robot Goldrake realizzate da Gō Nagai e Gosaku Ota, ma lo scarso riscontro di vendite impose la chiusura di Manga Classic, sicché fu necessario aspettare il 2007 prima di poter leggere in italiano il Goldrake di Ota. Infine Z Star, che pubblicava i manga di Devilman e di Capitan Harlock.
Nel 1991 pubblica il libro Anime, guida al cinema d'animazione giapponese, scritta dai Kappa boys, prima enciclopedia cronologica degli anime al mondo, frutto di un lavoro di ricerca, che presenta sotto forma di scheda tecnica tutte le serie animate giapponesi dalle origini fino al 1988. Per ogni serie animata sono indicati una serie di dati, tra cui anno di creazione, data di messa in onda giapponese e italiana, autori e trama.
Nel 1996, pochi anni dopo l'uscita dei Kappa boys (che dal 1992 danno origine al settore manga di Star Comics) Granata Press chiude i battenti, lasciando svariate serie incomplete, recuperate in seguito da Star Comics. Gran parte dello staff, inclusi Roberto Ghiddi, Francesco Di Sanzo, Claudia Cangini e Michele Gelli, contribuirà alla nascita di Dynamic Italia (oggi Dynit), primo partner internazionale della Dynamic Planning di Gō Nagai, dove Federico Colpi si era già trasferito dal 1990. Dynamic Italia ereditò il mobilio e i computer di Granata Press, ceduti per saldare stipendi non pagati.

## Pubblicazioni (parziale)

### Fumetti
- Alita, di Yukito Kishiro
- Appleseed di Masamune Shirow
- Baoh, di Hirohiko Araki
- Bastard!!, di Kazushi Hagiwara (incompleto)
- Capitan Harlock, di Leiji Matsumoto
- Crying Freeman, di Ryōichi Ikegami
- Devilman, di Gō Nagai
- Grey, di Yoshihisa Tagami
- Horobi di Yoshihisa Tagami
- I Cavalieri dello zodiaco, di Masami Kurumada
- Il Grande Mazinga, di Go Nagai e Gosaku Ota
- Kamui di Sanpei Shirato
- La compagnia della forca, di Magnus e Romanini
- Lady Oscar, di Ryoko Ikeda
- Lamù, di Rumiko Takahashi (incompleto)
- Mai, di Kazuya Kudo e Ryōichi Ikegami
- Maison Ikkoku, di Rumiko Takahashi (incompleto)
- Mao Dante, di Go Nagai
- Mazinga Z, di Go Nagai e Gosaku Ota
- Nausicaä della Valle del vento, di Hayao Miyazaki
- Ken il guerriero, di Yoshiyuki Okamura e Tetsuo Hara
- Patlabor, di Masami Yuki
- Pineapple Army, di Kazuya Kudo e Naoki Urasawa (incompleto)
- Ranma ½, di Rumiko Takahashi (incompleto)
- Sanctuary, di Sho Fumimura e Ryōichi Ikegami
- Ushio e Tora, di Kazuhiro Fujita (incompleto)
- Xenon, di Masaomi Kanzaki
- Gundam 0083
- Dirty Pair

### Libri
- I Disney Italiani, di Luca Boschi, Leonardo Gori e Andrea Sani, 1990
- Le femmine incantate di Magnus, 1990
- Anime, guida al cinema d'animazione giapponese, a cura di Andrea Baricordi, Massimiliano De Giovanni, Andrea Pietroni, Barbara Rossi, Sabrina Tunesi, 1991
- Giù nel delirio di Alda Teodorani, 1991
- L'anaconda di Giorgio Scerbanenco, 1991
- La vita è uno schifo di Léo Malet, 1991
- Le donne, l'amore di Guido Crepax, 1991
- Le lune nere di Lucio Fulci, 1992
- Ferro recente di Marcello Fois, 1992
- L'occhio del testimone - Il cinema di Lucio Fulci di Michele Romagnoli, 1992
- Il mondo dei manga - Introduzione al fumetto giapponese di Thierry Groensteen, 1992
- Il dipinto ucciso di Paolo Di Orazio, 1993
- Buio di Lorenzo Marzaduri, 1993
- Erotica '93. Festival dell'erotismo, 1993
- Falange Armata di Carlo Lucarelli, 1993
- Hiawata Pete di Francesca Ghermandi, 1993
- Il sole non è per noi di Léo Malet, 1993
- La cartolina più fetente di Alberto Lorenzini e Gianfranco Monti, 1993
- Le radici del male di Alda Teodorani, 1993
- Ma... Donne di Nicola Casamassima, 1993
- Pericle il Nero di Giuseppe Ferrandino, 1993
- Cuore di Edmondo di Filippo Scozzari, 1993
- Fant'Asia - Il cinema fantastico dell'Estremo Oriente di Riccardo Esposito - Max Della Mora - Massimo Monteleone, 1994
- Noi Robot - Giocattoli Spaziali di Massimo Monteleone - Guglielmo Signora, 1994

### Riviste
- Kaos
- Zero (1990-1994)
- Mangazine
- Z Compact
- Manga Classic
- Manga Classic Nuova Serie
- Z Star
- Nero

### Anime in VHS
- Ken il guerriero (prima serie TV, solo ep.1-46)
- Maison Ikkoku (serie TV, solo ep.1-39)
- Ranma ½ (serie TV, solo ep.1-26)
- Conan il ragazzo del futuro (serie TV)
- Gotriniton Goshogun - Il dio della guerra (serie TV)
- Danguard (serie TV, solo ep.1-10)
- I Cavalieri dello zodiaco - La dea della discordia (film)
- I Cavalieri dello Zodiaco - L'ardente scontro degli dei (film)
- I Cavalieri dello Zodiaco - La leggenda dei guerrieri scarlatti (film)
- Devilman - La genesi (OAV)
- Devilman - L'arpia Silen (OAV)
- Ken il guerriero - Il film (film)
- Shutendoji (OAV)
- Dangaio (OAV)
- Maison Ikkoku - Capitolo finale (film)
- Giant Robot - Il giorno in cui la Terra si fermò (OAV, ep.1-3)
- Crusher Joe (film)
- Oh, mia dea! (OAV)

A parte le sue proprie edizioni, la Granata Press pubblicò in una collana apposita vari film e serie OAV distribuiti dalla Manga Entertainment e pubblicati con il logo "Manga Video". Dopo la chiusura della Granata i diritti su tale catalogo passarono alla PolyGram Video, che tra il 1996 e il 1998 ristampò il materiale già edito (e completò le serie interrotte) aggiungendo numerosi film e serie in precedenza inediti.
- Urotsukidoji (prima serie OAV e solo ep.1 della seconda serie)
- Wicked City - La città delle bestie (film)
- 3x3 occhi (prima serie OAV)
- Rumic World (OAV, ep.1 e 3)
- RG Veda (OAV)
- Battle Angel Alita (OAV)
- La leggenda di Arslan (i due film del 1991-92)
- Dominion Tank Police (prima serie OAV)
- Doomed Megalopolis (OAV, solo ep.1)
- Il vento dell'Amnesia (film)